# 乌什哈达
乌什哈达（？—1798年），一作伍什哈达，伊尔根觉罗氏，满洲正黄旗人，历任前锋、侍卫、都统、领队大臣等职，从征缅甸、金川、台湾等地，因战功赐法福哩巴图鲁勇号，两次“图像紫光阁”。嘉庆三年（1798年），参与平定川楚教乱，战死，赠轻车都尉。

## 生平
乌什哈达为吉林人，乾隆十九年（1754年），以闲散身份授前锋。二十七年（1762年），驻防伊犁。次年（1763年），授前锋蓝翎长。二十九年（1764年），升为前锋校。三十一年（1766年），乌什哈达从征缅甸，三十三年（1768年），以军功赏法福哩巴图鲁勇号，授三等侍卫。三十五年（1770年），从征金川，次年，攻克巴朗拉西面山梁、卡座。三十七年二月（1772年），先前占据的山峰被对方攻克，不久，乌什哈达又率军夺回，并全歼敌军，乾隆帝以其功过相抵未与追究。三月，攻克资哩寨城，予以叙功。三十九年（1774年），攻克罗博瓦山碉堡，获荷包、燧囊等赏赐。四十年（1775年），乌什哈达数次于雅玛朋寨、瓦喇占等处立功，次年凯旋，封骑都尉加一云骑尉世职，赐银缎，画像陈列于紫光阁，位列平金川前五十功臣之一。
不久，授和田领队大臣。乾隆四十六年（1781年），乌什哈达与和田办事大臣德风互相攻讦，经钦差大臣复兴调查，发现德风素来轻视东三省出身的乌什哈达，以至于乌什哈达官报私仇以泄愤。德风私吞钱财属实，依法治罪，但乌什哈达也因夸大德风之罪名而被革职，发往乌什边卡效力。四十九年（1784年），复授头等侍卫，虎枪营营长。
乾隆五十二年（1787年），乌什哈达改任健锐营翼长，出征台湾，参与平定林爽文之变，与普尔普合兵一处由茅港进发，攻打诸罗等地屯聚的民变势力，各府县之间的道路得以被打通，乌什哈达因此被赏还法福哩巴图鲁勇号。五十三年（1788年），由水路擒获民变头目庄大田，乾隆帝表扬乌什哈达战功，在圣旨中说道，“官兵直抵瑯峤时，乌什哈达带领水师兵丁，顺风速樯而至，四面合围，水陆并进，俾庄大田得以即时获擒，勇往可嘉！乌什哈达着交部查照功牌议给世职。”凯旋后，再次将其画像陈列于紫光阁，位列平定台湾后三十功臣之首。乾隆帝命词臣为其作赞，内容为：
金川领队，不畏嶫岌。领水师兵，岂亦所习？连樯海口，合势围急。大田就擒，志坚功立。
不久，授吉林副都统，再调齐齐哈尔副都统、熊岳副都统。五十六年（1791年），调任镶红旗蒙古副都统。五十九年（1794年），因谎报廓尔喀军务，被革职发往伊犁。
嘉庆元年（1796年），乌什哈达被释回，派往河南当差。当时恰逢川楚教乱爆发，乌什哈达请求前往湖北军前效力，赏头等侍卫，跟随副都统鄂辉赴襄阳进剿，歼灭各部起事教徒甚多，赏大小荷包。二年二月（1797年），派驻襄阳城西岸，有教徒七八百人在古河口侦查，被乌什哈达击破，毙者过半。不久，移防四川石砫厅。九月，率领副将达桑阿等由甲溪一路攻至白崖山，攻破第一层木卡，教徒投水而死者五百余人。三年正月（1798年），教首王三槐等在梁山、垫江一带骚扰，又由临江寺至白崖山会合渡江，当时教众有船数十停靠岸边，人数不下数千之众。乌什哈达不顾兵力劣势出迎抵御，寡不敌众而死，清廷加等抚恤，赠轻车都尉世职，由长子图尔弼善承袭。

## 家族
见鄂恒《伊尔根觉罗氏家传》、鄂恒鄉試同年譜: (嘉慶24年[1819]己卯科)
- 父母：穆森泰，从吉林黑龙江处挑三音哈哈入京，任三等侍卫，后任二等侍卫、外放塔爾巴哈台卡倫侍衛，成袞扎布属下，犯事被革，妻札笏佗氏。
- 堂兄：御前头等侍卫副都统衔赏穿黄马褂图伦楚，为将军兆惠属下。
- 妻：瓜尔佳氏。
- 子：图勒弼善，銮仪卫冠军使、世袭轻都尉，革职降三等侍卫。正妻西拉特氏（父正黄旗蒙古、世袭骑都尉、二等侍卫德兴），继妻舒穆禄氏是武勋王扬古利公家族后裔，即一等侯伊尔德之孙荆州将军巴珲岱直系后裔世管佐领舒尔占的孙女，世管佐领明英（铭英）、克勤庄郡王雅朗阿女婿多罗额驸明勋的胞姐妹；图勒弼善兄弟有图勒福，三等侍卫；进士图隆阿。
- 孙：道光进士、官西安知府鄂恒，娶杨氏（祖父镶黄旗汉军、陕西静宁协副将杨长楙）。
- 堂侄：德英阿，清史稿记作赫業氏，曾任绥远将军、成都将军署四川总督、伊犁将军、正白旗蒙古都统，晋赠太子太保，道光命庆郡王綿愍赐奠，諡刚果。其子侍卫伊昌袭云骑尉。
- 孙女：鄂恒胞姐，嫁林则徐好友烏魯木齊都統(博爾濟吉特氏)保恒，其子进士錫淳、伊犁将军錫綸。
- 曾孙女：嫁陕甘总督全保第五子太仆寺主事图喀达，其兄弟有进士鼐满達、齊斌達、阿彥達。

## 引注
1. ↑  中央研究院. . 中央研究院.   [2018-03-21]. （原始内容存档于2020-05-08）.
2. 1 2 3 4 5 6 7 8 9 10 11 12 13 14  佚名 & 王钟翰注解 1987，第2051頁
3. 1 2  赵尔巽等 1998，第10991頁
4. ↑  故宮博物院《紫禁城》编辑部.  (156): 141. 2008.
5. 1 2 3 4 5 6 7 8 9 10 11  佚名 & 王钟翰注解 1987，第2052頁
6. ↑  廷臣奉敕撰 1788，第313頁
7. ↑  廷臣奉敕撰 1788，第314頁
8. ↑  佚名 & 王钟翰注解 1987，第2053頁